# Loučná (Hrádek nad Nisou)
Loučná, bis 1947 Gerštorf (deutsch: Görsdorf) ist ein Ortsteil der Stadt Hrádek nad Nisou in Tschechien. Er liegt einen Kilometer westlich von Hrádek nad Nisou und gehört zum Okres Liberec.

## Geographie

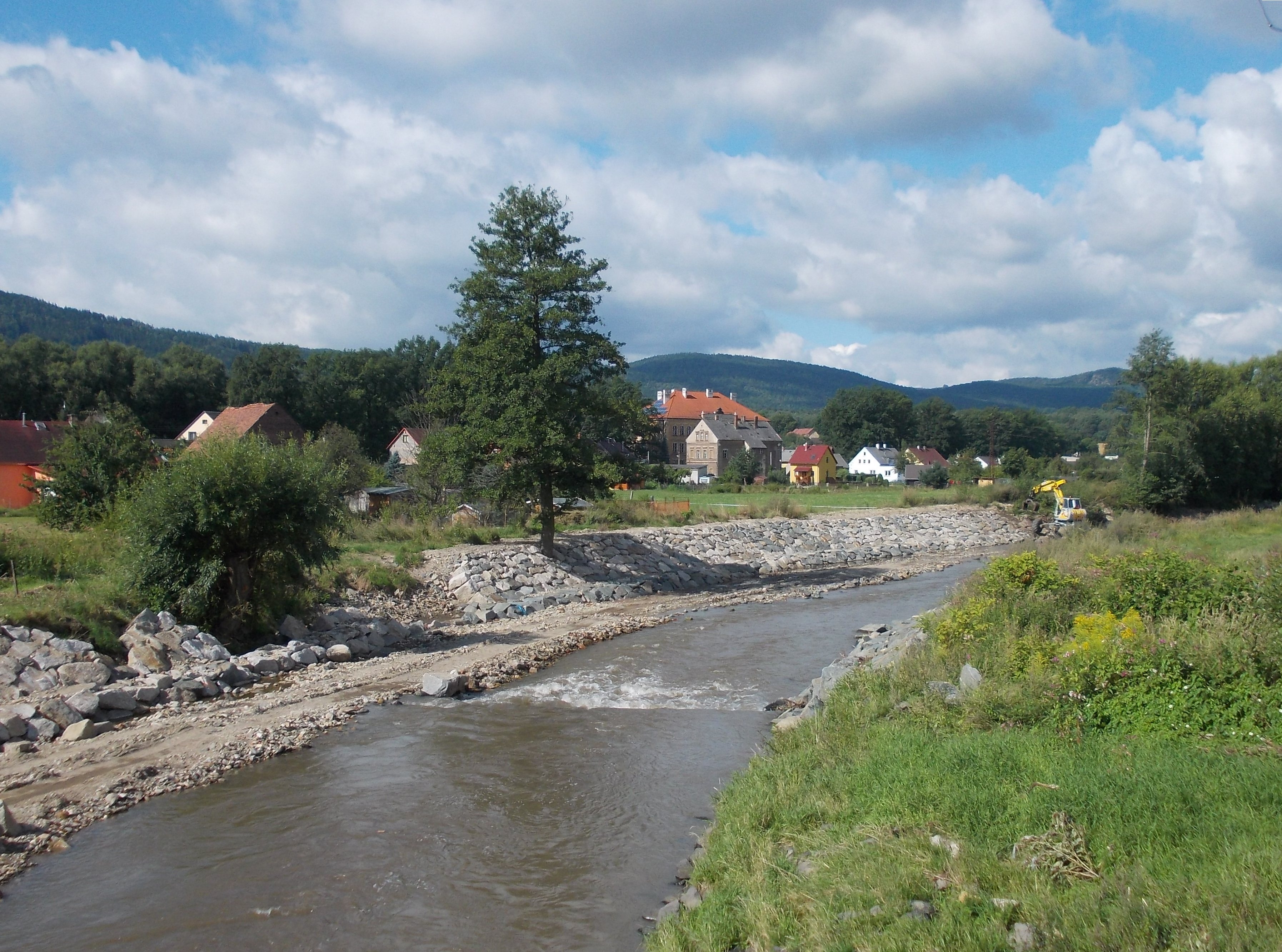
Loučná von der Neißebrücke aus

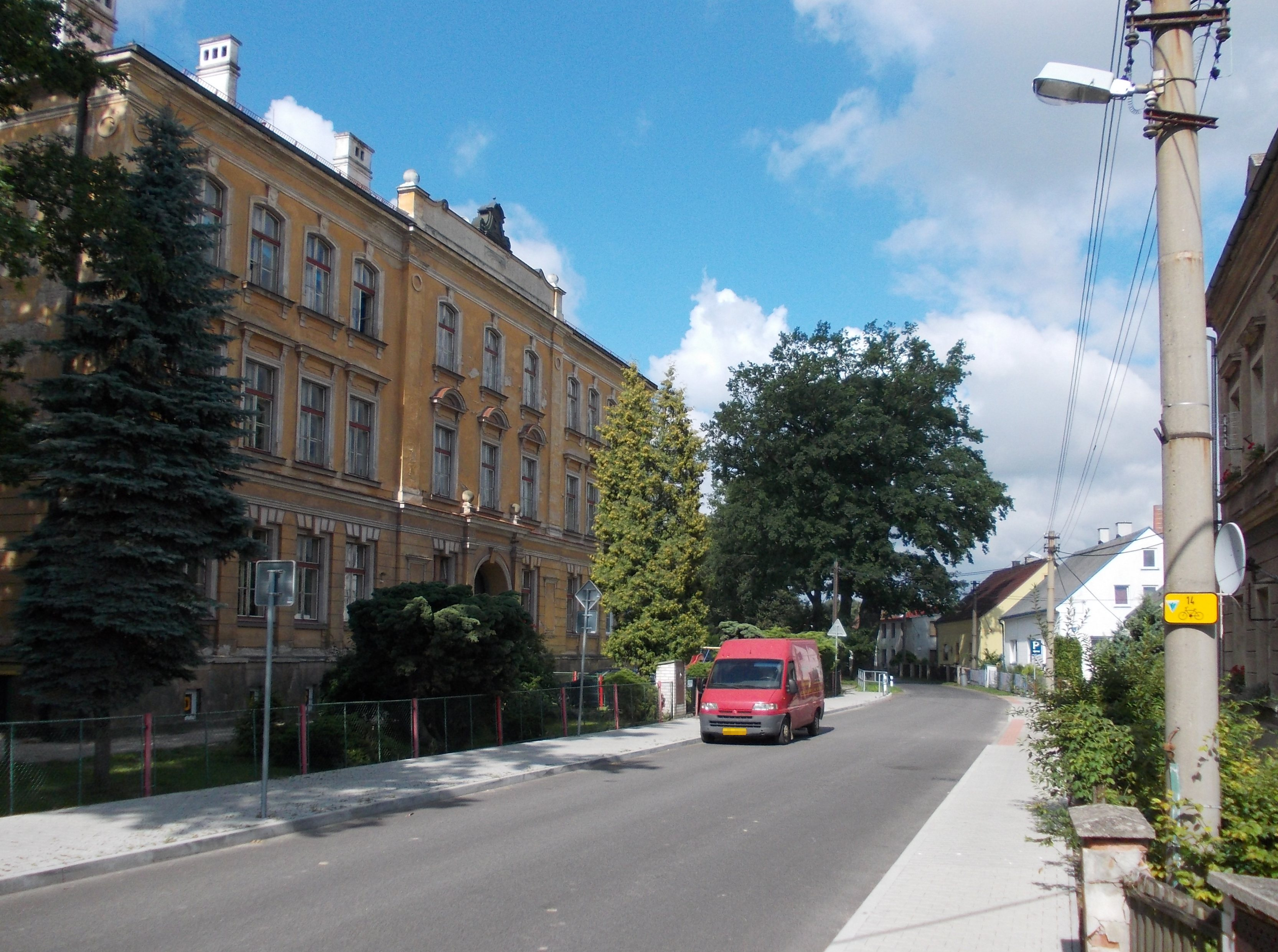
Schule in Görsdorf bei Grottau

Loučná erstreckt sich am linken Ufer der Lausitzer Neiße bis zur Staatsgrenze mit Deutschland. Es liegt am Rande des Zittauer Beckens, dessen Braunkohlenlagerstätten sich auf böhmischer Seite über Loučná bis Chotyně erstrecken.
Nördlich liegt der See Kristýna. Im Westen bildet der, infolge des Bergbaus inzwischen versiegte, Weißbach / Bílý potok die Grenze zu Sachsen. Nach Süden hin befindet sich der Kamm des Lausitzer Gebirges. Hier erheben sich der Heideberg (549 m) im Südwesten, der Sedlecký Špičák (Lindeberg, 544 m) und die Popova skála (Pfaffenstein, 565 m) im Süden sowie der Ovčí kopec (Schafberg, 263 m).
Nachbarorte sind Hrádek nad Nisou im Nordosten, Donín im Osten, Dolní Sedlo im Südosten, Lückendorf im Südwesten, Oybin im Westen sowie Hartau im Nordwesten.

## Geschichte
Das Straßendorf wurde wahrscheinlich im 13. Jahrhundert auf einem erhöhten Ufersockel über den Neißeauen durch deutsche Siedler angelegt. Der zur Herrschaft Grafenstein gehörige Ort wurde 1454 erstmals schriftlich erwähnt und war bis ins 18. Jahrhundert landwirtschaftlich geprägt.
Im Jahre 1786 begann der Abbau von Braunkohle im Barbara-Schacht (Baborka). 1797 entstand in den Neißewiesen eine mechanische Weberei. 1808 muteten die Grafen Clam-Gallas am Weißbach sieben Maßen und ließen ein weiteres Braunkohlenwerk im Tiefbau anlegen. 1822 folgte rechts der Neiße das gleichfalls den Grafen Clam-Gallas gehörige Braunkohlenwerk Christianenschacht. Im Jahre 1830 hatte Gersdorf 474 Einwohner und bestand aus 70 Häusern. 1833 schlossen sich 69 Unternehmer aus Reichenberg im „Reichenberger Kohlenabbau-Verein“ zusammen und begannen in Görsdorf mit der Schürfung nach Braunkohle. Da das Ergebnis unbefriedigend ausfiel, setzte der Verein seine Suche nach abbauwürdigen Braunkohlenflözen jenseits des Weißbaches bei Alt Hartau fort und teufte dort 1835 auf dem Gut der Bäuerin Negedly das Braunkohlenwerk Negedly ab. 1837 wurden in Gersdorf sieben Braunkohlenschächte betrieben.
Nach der Aufhebung der Patrimonialherrschaften bildete Gersdorf ab 1850 eine politische Gemeinde im Gerichtsbezirk Kratzau bzw. Bezirk Reichenberg. 1867 verkaufte der Fabrikant Friedrich Franz Josef von Leitenberger das ehemalige Piaristenkloster Kosmanos, das ihm als Produktionsstätte gedient hatte. Er ließ auf der Heilig-Geist-Wiese in der Neißeaue gegenüber von Gersdorf an der Stelle der hochwassergefährdeten alten Weberei eine künstliche Insel aufschütten und eine große Baumwollspinnerei- und -weberei errichten, die 1868 den Betrieb aufnahm. Das von Eduard Redlhammer geleitete Werk gehörte zu den modernsten des Landes; es besaß eine Werksküche und Dampfbäder sowie eine Werkskrankenkasse. 1879 eröffnete in Gersdorf eine zweiklassige private Werksschule für die Kinder der Beschäftigten, die auch öffentlich zugänglich war. Dazu war auf dem Werksgelände ein Schulhaus mit Lehrerwohnungen errichtet worden. Außerdem bestand in Gersdorf seit 1868 eine Ziegelei. 1869 hatte die Gemeinde 685 Einwohner.
An der Straße nach Alt Hartau wurde direkt an der Grenze im Franz-Schacht Kohle gefördert, südwestlich davon befand sich der Eduard-Schacht, gegenüber auf sächsischer Seite am Weißbach das Braunkohlenwerk Saxonia. Zu Ableitung der Wässer aus den Clam-Gallasschen Braunkohlentiefbauen am Weißbach wurde der Christian-Stollen zur Neiße vorgetrieben. Zum Ende des 19. Jahrhunderts änderte sich der Gemeindename in Görsdorf. An der Neiße nahe der Grenze errichtete der Zittauer Fabrikant George Elstner 1888 eine Schlichterei und Färberei als Zweigwerk.
1892 wurden in der Görsdörfer Spinnerei, die zusammen mit dem Werk in Josephsthal eine der beiden Säulen des Leitenbergerschen Familienunternehmens bildete, 1152 mechanische Webstühle betrieben. Im selben Jahre entstand auf dem Spinnereigelände ein weiteres Gebäude, in dem ein werkseigener Konsum eingerichtet wurde. Beide Werke beschäftigten zusammen über 2000 Arbeiter. Nach dem Unfalltod seines Sohnes Friedrich von Leitenberger wurde aus dem Familienunternehmen die Cosmanos AG gebildet. Durch die vorhandene Industrie wuchs auch das Dorf. Entlang des Fahrweges durch die Neißeaue nach Grottau bildete sich links des Flusses die Ansiedlung Neu Görsdorf. Die Gemeinde Görsdorf hatte im Jahre 1900 2312 Einwohner.
Nach der Gründung der Tschechoslowakei 1918 entstand der tschechische Ortsname Gerštorf . Bis in die 1920er Jahre wurde am Weißbach im Friedrich-Schacht und Barbara-Schacht Braunkohle gefördert. Am nördlichen Fuße des Lindeberges befand sich die beliebte Ausflugsgaststätte Hahnbergbaude. 1930 lebten in Görsdorf 2058 Menschen. Zu dieser Zeit erfolgte die Kohleförderung nur noch an der Neiße in der Zeche Christianen-Schacht, die im Tagebau betrieben wurde. Infolge der Weltwirtschaftskrise musste das Görsdorfer Werk der Cosmanos AG 1932 den Betrieb einstellen. Nach dem Münchner Abkommen wurde Görsdorf 1938 dem Deutschen Reich zugeschlagen und gehörte bis 1945 zum Landkreis Reichenberg. 1939 hatte die Gemeinde 1791 Einwohner. Nach der Besetzung wurde das leerstehende Werk beschlagnahmt und 1940 von der Verwertungsgesellschaft für Montanindustrie GmbH an den Rüstungsbetrieb Spreewerk verpachtet. Im Spreewerk Grottau wurden bis Ende April 1945 Walther-P38-Pistolen für die Wehrmacht produziert. Ende 1944 begann der Ausbau des Christian-Stollens für Luftschutzzwecke. Nach dem Ende des Zweiten Weltkrieges kam Gerštorf zur Tschechoslowakei zurück und die deutsche Bevölkerung wurde bis 1946 vertrieben. Durch die Schließung des nun über polnisches Gebiet führenden Grenzübergangs von Hrádek nad Nisou nach Zittau 1945 wurde der grenzüberschreitende Fahrzeugverkehr über den Grenzübergang Gerštorf / Hartau abgewickelt. Die Fabrik wurde an Jaroslav Mráz als Ersatz für das verstaatlichte Beneš-Mráz-Werk in Choceň übergeben und produzierte Pressmaschinen. Nach der Verstaatlichung im Jahre 1949 kam das Werk über verschiedene Zwischenstationen zum Staatsunternehmen Praga und stellte Zahnräder und Getriebe für Lastkraftwagen her.
Im Jahre 1947 wurde Gerštorf in Loučná umbenannt und 1950 nach Hrádek nad Nisou eingemeindet. 1950 lebten in Loučná 1170 Menschen. Die Grenze nach Alt Hartau wurde 1951 geschlossen. Die Střelnice (Hahnbergbaude) wurde in den 1950er Jahren abgerissen. Im Jahre 1970 betrug die Einwohnerzahl von Loučná 1123, 1991 waren es nur noch 891. Die Kohleförderung in der Grube Kristýna (Christianen-Schacht) wurde 1972 eingestellt und der Tagebau füllte sich mit Wasser. 1983 kam das Getriebewerk zu Avia. Ab den 1980er Jahren wurde der See Kristýna zu Badezwecken genutzt und schrittweise zu einem Erholungsgebiet ausgebaut. 1991 öffnete ein touristischer Grenzübergang nach Hartau. Im selben Jahre hatte der Ort 891 Einwohner. Im Zuge der Privatisierung von Avia wurde das Getriebewerk in Loučná 1992 als Severočeské výrobny autodílů Hrádek nad Nisou (SeVA a.s.) ausgegliedert und firmierte ab 1997 als Praga a.s., Hrádek nad Nisou. 2002 ging das Unternehmen in Konkurs und das Getriebewerk wurde 2004 von Vettorello aufgekauft. 2006 wurde es von ZPA Pečky a.s. erworben. Im Jahre 2001 bestand das Dorf aus 242 Wohnhäusern, in denen 1016 Menschen lebten. Die frühere Dorfschule dient heute als Kindergarten. Durch das Dorf führt der Oder-Neiße-Radweg.

## Ortsgliederung
Loučná gliedert sich in die Wohnlagen Stará Loučná, Nová Loučná und U hranic, das Erholungsgebiet U Kristíny, die landwirtschaftlichen Gebiete Ovčí kopec und U Celnice sowie das Forstgebiet Za střelnicí.

## Sehenswürdigkeiten
- Sedlecký Špičák (Lindeberg, 554 m) mit altem Steinbruch am Gipfel
- Popova skála (Pfaffenstein, 565 m)
- Badesee Kristýna, der 14 ha große Tagebausee ist bis zu 28 m tief

## Söhne und Töchter des Ortes
- Karl Linke (1900–1961), General der Nationalen Volksarmee